# Noppern vom Töpferende
Die Noppern vom Töpferende sind eine historische Nachbarschaftsvereinigung in der brandenburgischen Stadt Luckau. Ihre Gründung ist durch ein erhaltenes Statut aus dem Jahr 1523 belegt. Die Gemeinschaft hat ihren Ursprung im Töpferende, einer Vorstadt Luckaus in der Nähe des Sandoer Tores, und besteht bis heute in angepasster Form fort. Sie zählen als einer der ältesten Vereine in Brandenburg.

## Geschichte

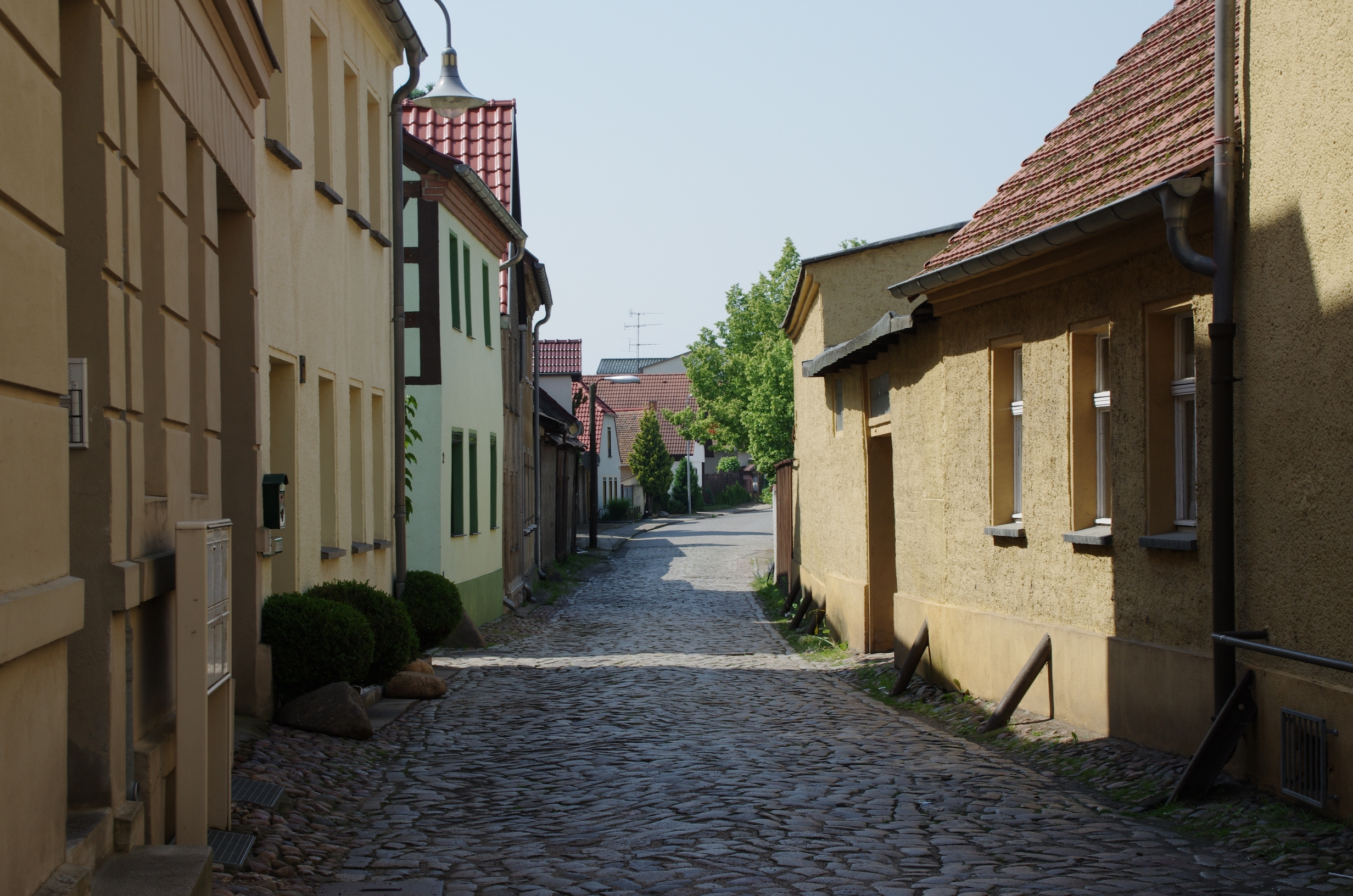
Die Sandoer Straße Luckau

Das älteste bekannte Statut der Noppern vom Töpferende wurde im Jahr 1523 beurkundet. Die Vereinigung entstand ursprünglich als nachbarschaftliche Selbsthilfeorganisation in der Töpfervorstadt Luckaus. Ihre Aufgaben umfassten gegenseitige Unterstützung in Notlagen, die Ausrichtung gemeinsamer Feste sowie die Pflege des Zusammenhalts im Viertel.
Im Laufe der Jahrhunderte behielten die Noppern ihre Bedeutung für das soziale Leben in der Vorstadt. Die Gemeinschaft entwickelte sich von einer verpflichtenden Nachbarschaftsordnung zu einem freiwilligen Zusammenschluss mit kulturellem Schwerpunkt.

Foto vom Plakat zur Festveranstaltung „500 Jahre Noppern“ in Luckau

Zum 500-jährigen Jubiläum im Jahr 2023 zeigte das Niederlausitz-Museum Luckau eine Ausstellung mit dem Original-Gründungsdokument sowie weiteren Exponaten zur Geschichte der Vereinigung.

## Name
Die Bezeichnung „Noppern“ leitet sich vom mitteldeutschen Wort „Nopper“ für „Nachbar“ ab. Das „Töpferende“ bezeichnete den historischen Siedlungsbereich der Töpfer vor dem Sandoer Tor.

## Gegenwart
Heute bestehen die Noppern vom Töpferende als Traditionsverein fort. Sie beteiligen sich an städtischen Veranstaltungen, pflegen lokale Bräuche wie das Zampern und engagieren sich in der kulturellen Landschaft Luckaus. Außerdem pflegen sie ihren eigenen Friedhof in Sando.